# Chris Cole

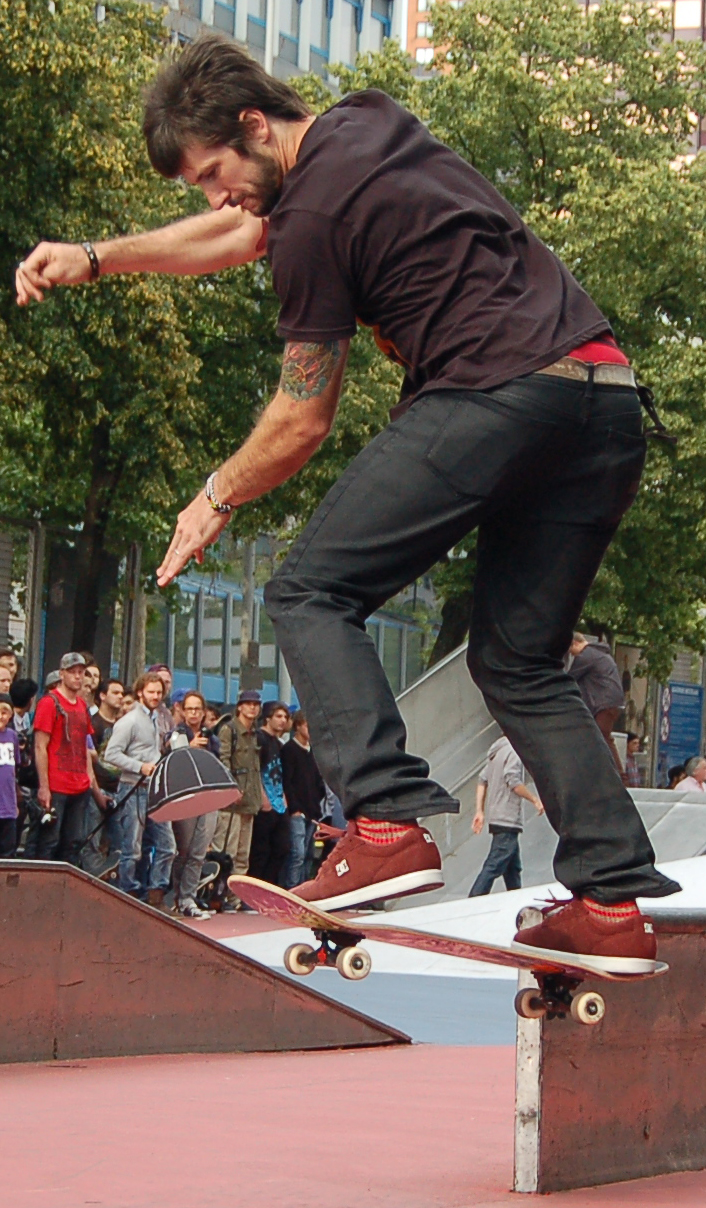
Chris Cole in Rotterdam

Chris Cole (Statesville, North Carolina, 3 oktober 1982) is een Amerikaanse skateboarder met de bijnaam Cobra. Tegenwoordig woont hij in Langhorn, Philadelphia. Hij wordt gesponsord door Zero Skateboards , Fallen Shoes, GoPro en Thunder Trucks. Hij skate Regular, dat betekent dat zijn linkervoet voorop zijn skateboard staat.
In 2005 heeft hij titel Skateboarder of the Year bemachtigd die uitgereikt werd door Thrasher Magazine. In 2006 is Chris Cole drie keer genomineerd door Transworld Skateboarding in de 8th Annual Transworld Skateboarding Awards! voor beste Street Skater, voor beste videopart (New Blood van Zero Skateboards) en voor Lezers Keus. Hij heeft alleen de lezerskeus gewonnen.
Hij is tevens de eerste om de LOVE Gap met een succesvolle Switch Frontside 180° Kickflip en een Backside 180° Kickflip te voltooien. Hij heeft ook een rol in de EA-spellen skate., skate 2 en skate 3